# Cacia compta
Cacia compta är en skalbaggsart som beskrevs av Francis Polkinghorne Pascoe 1865. Cacia compta ingår i släktet Cacia och familjen långhorningar. Inga underarter finns listade.